# Super Bowl XV
Der Super Bowl XV war der 15. Super Bowl der National Football League (NFL). Am 25. Januar 1981 standen sich die Oakland Raiders und die Philadelphia Eagles im Louisiana Superdome in New Orleans, Louisiana, gegenüber. Sieger waren die Oakland Raiders bei einem Endstand von 27:10. Oaklands Quarterback Jim Plunkett, der 13 von 31 Pässen für 261 Yards und drei Touchdowns komplettierte, wurde zum Super Bowl MVP gewählt. Die Raiders sind das erste Wild-Card-Team, das einen Super Bowl gewann.

## Spielverlauf
Die ersten Punkte des Super Bowl XV machten die Raiders durch einen Touchdownpass von Plunkett zu Cliff Branch, im selben Viertel folgte noch ein weiterer Touchdown, durch einen 80 Yard-Pass auf Kenny King, was den Raiders einen Vorsprung von 14:0 verschaffte. Das zweite Viertel blieb bis auf ein Field Goal Tony Franklins für die Eagles punktelos, so gingen beide Mannschaften mit einem Spielstand von 14:3 in die Halbzeitpause. In der zweiten Spielhälfte warf Jim Plunkett seinen insgesamt dritten Touchdownpass in diesem Spiel, einen 29-Yard-Pass zu Cliff Branch. Dann folgte ein Field Goal Chris Bahrs, ebenfalls für die Raiders. Im gleichen Viertel machten die Eagles noch einen Touchdown. Das Spiel endete mit einem Field Goal auf Seiten der Raiders, was zum Endstand von 27:10 führte.

## Schiedsrichter
Hauptschiedsrichter des Spiels war Ben Dreith. Er wurde unterstützt vom Umpire Frank Sinkovitz, Head Linesman Tony Veteri, Line Judge Tom Dooley, Field Judge Fritz Graf, Back Judge Tom Kelleher und Side Judge Dean Look.